# Dmitrij Baltermanc
Dmitrij Nikolajevič Baltermanc (rusky Дмитрий Николаевич Бальтерманц) (13. května 1912, Varšava – 11. června 1990, Moskva) byl sovětský novinářský fotograf.

## Život
| „ | Být fotoreportérem, to není povolání, ale způsob života, chování a myšlení! | “ |

Baltermanc se narodil 13. května 1912 ve Varšavě. Vystudoval matematiku na Katedře Moskevské státní univerzity, ale po ukončení studia se začal zabývat fotografií. Během Velké vlastenecké války pracoval jako vojenský dopisovatel deníku Izvjestija, pak dělal korespondenta pro armádní noviny.
Fotografoval na různých frontách, byl dvakrát raněn, zažil obranu Moskvy a Sevastopolu, bitvu o Stalingrad a boje v Polsku. Válku ukončil v Berlíně v roce 1945.
Mnoho z fotografií Baltermance, podobně jako práce fotožurnalistů z těchto let, bylo podrobeno přísné cenzuře a většina snímků spatřila světlo světa až v šedesátých letech. Baltermancova fotografie Hoře se stala klasikou válečných let. Snímek, který Baltermanc pořídil s bílým nebem, byl prý opatřen těžkou olověnou oblohou, aby se zvýraznila dramatičnost scény. O tento snímek měli zájem časopisy po celém světě. Autor sledoval příchozí matku, která hledala po bitvě svého syna a marně doufala, že ho nenajde.
| „                    | Válka – to je především hoře. | “ |
| — Dmitrij Baltermanc |                               |   |

Od roku 1954 Baltermanc spolupracoval s týdeníkem Ogoňok. Působil také v redakci sovětského magazínu SSSR na strojke, který vycházel ve čtyřech jazykových mutacích v letech 1930–1941. Ve své době měl tento časopis nezanedbatelné místo v historii fotožurnalistiky za svůj významný přínos v publikování obrazových zpráv. Byl jedním z mála sovětských fotografů, kteří byli během svého života uznáváni v zahraničí. Znal se například s Henri Cartier-Bressonem, Robertem Duanem a dalšími evropskými mistry fotografie.
Byl vyznamenán několika medailemi SSSR.

## Knihy Dmitrije Baltermance
- Faces of a Nation: The Rise and Fall of the Soviet Union, 1917–1991 Fulcrum Pub, 1996, ISBN 978-1-55591-262-8
- Dmitrij Baltermanc, Изд. Nathan, Paris 1997, ISBN 978-2-09754-116-1
- Dmitrij Baltermanc, Каталог выставки. МДФ., 2005 – 176 с., ISBN 5-93977-017-7

## Knihy, na kterých Baltermanc spolupracoval
- (rusky) Antologie sovětské fotografie, 1941–1945, vydavatlství Planeta, Moskva, 1987